# تيم غينز
تيم غينز (بالإنجليزية: Tim Gaines)‏ هو موسيقي أمريكي، ولد في 15 ديسمبر 1962 في بورتلاند في الولايات المتحدة.

## وصلات خارجية
- الموقع الرسمي
- تيم غينز على موقع IMDb (الإنجليزية)
- تيم غينز على موقع ميوزك برينز (الإنجليزية)
- تيم غينز على موقع ديسكوغز (الإنجليزية)